# Jhansi (miasto)
Jhansi (hindi झाँसी) – miasto w północnych Indiach w stanie Uttar Pradesh, na Nizinie Hindustańskiej.
Populacja miasta w 2001 roku wynosiła 383 248 mieszkańców.
W mieście rozwinął się przemysł włókienniczy oraz spożywczy.

## Zabytki i atrakcje turystyczne
- Twierdza Śankar - zbudowana w 1613 roku przez radżę Bir Singha Deo.
- Muzeum Archeologiczne ze zbiorami średniowiecznego piśmiennictwa indyjskiego, przedmiotów należących do władców i narzędzi prehistorycznych[2].